# Пластинка

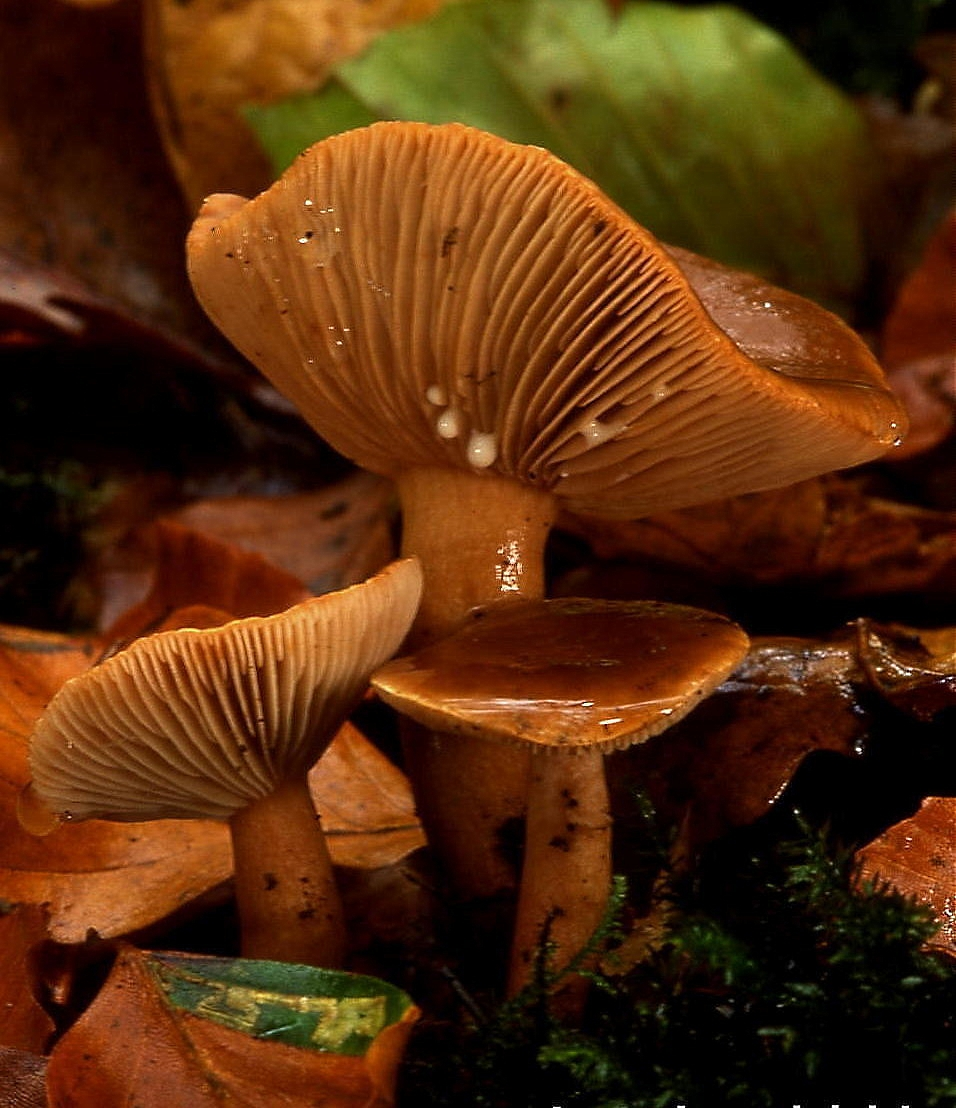
Плодовые тела Краснушка|краснушки (Lactarius subdulcis) с выступающими сросшимися пластинками. Форма, цвет, плотность и другие свойства (например, пластинки здесь выделяют латекс важны при определении вида грибов

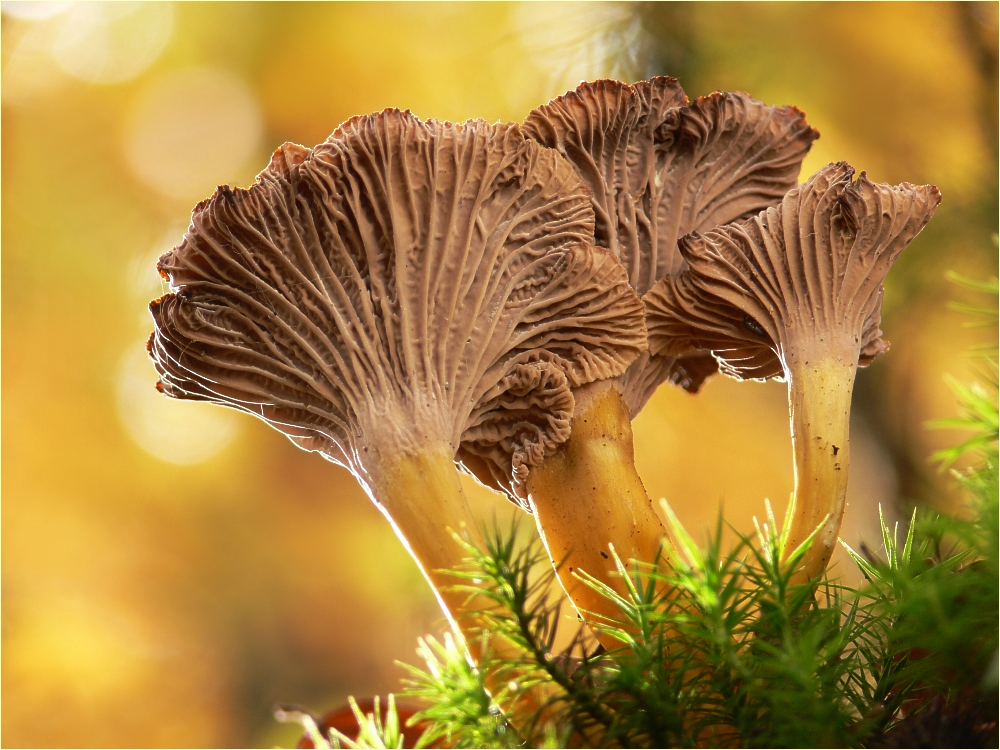
«Ложные пластинки» — складчатый геноморф у Лисичка трубчатая|лисичек трубчатых (Cantharellus tubaeformis)

В микологии пластинка или гимениальная пластинка — похожее на бумагу ребро гименофора под шляпкой некоторых видов грибов, чаще всего пластинчатых грибов. Пластинки используются грибами как средство распространения спор и важны для идентификации видов. Прикрепление пластинок к стеблю классифицируется на основе их формы, если смотреть сбоку, при этом важными особенностями также могут быть цвет, скученность и форма отдельных пластинок. Кроме того, пластинки могут иметь отличительные микроскопические или макроскопические особенности. Например, виды млечников (Lactarius) обычно выделяют латекс из пластинок.
Первоначально считалось, что все пластинчатые грибы относятся к порядку Агариковые (Agaricales), но по мере более детального изучения грибов выяснилось, что некоторые пластинчатые виды таковыми не являются. Теперь ясно, что это случай конвергентной эволюции (то есть пластинчатые структуры развивались отдельно), а не анатомическая особенность, возникшая только один раз. Очевидная причина того, что у различных базидиомицетов появились пластинки, заключается в том, что это наиболее эффективный способ увеличения отношения площади поверхности к массе, что увеличивает вероятность образования и распространения спор.
Другие группы грибов, имеющих пластинки:
- род Сыроежка (Russula) и Млечник (Lactarius) семейства Руссуловые (Russulales);
- несколько родов порядка Болетовые (Boletales), в том числе Мокруха (Gomphidius) и Хроогомфус (Gomphidius), а также Свинушка толстая (Tapinella atrotomentosa) и другие виды этого рода, ложные лисички (Hygrophoropsis aurantiaca);
- такие трутовикоподобные грибы, как Дубовая губка (Daedalea quercina), Ленцитес берёзовый (Lenzites betulinus) и Трутовик заборный (Gloeophyllum sepiarium).

Представители двух родственных родов Лисички (Cantharellus) и Craterellus, имеют складчатый геноморф — рудиментарные пластинчатые структуры, которые иногда называют «ложными пластинками». Их отличают от «настоящих пластинок», потому что структура плодородной поверхности («гимения») продолжается непрерывно по краю пластинок, поэтому они представляют собой не более чем складки, морщины или жилки. У рода Gomphus также есть ложные пластинки. Эти примитивные ламели указывают на то, как, вероятно, произошла эволюция в сторону настоящих пластинок.

## Классификация
Многие грибы имеют пластинки разной длины — нормальные (доходящие до ножки), укороченные (не достают до ножки) и ещё более короткие пластиночки. Длинные пластинки часто бывают разделены короткими пластиночками.
Для рода Гриб-зонтик и некоторых негниючников характерен колла́риум — небольшое кольцо или воротничок вокруг ножки, к которому прирастают пластинки. У некоторых грибов пластинки разветвляются или имеют поперечные перемычки.
Морфологически пластинки классифицируются по месту их прикрепления к ножке:
- сросшиеся[проверить перевод]
- узкоприросшие[проверить перевод]
- низбегающие[4]
- выемчатые[проверить перевод]
- свободные[3][4]

сросшиеся
узкоприросшие
низбегающие
выемчатые
свободные
выемчато приросшие[4]
с волнистым краем[проверить перевод]
полунисбегающие

- полунисбегающие[проверить перевод]